# 대양초등학교 (경기)
대양초등학교(大陽初等學校)는 대한민국 경기도 화성시에 있는 공립 초등학교이다.

## 연혁
- 2017년 9월 1일 : 개교